# Yakushi-ji
Yakushi-ji (薬師寺) és un dels més famosos i antics temples budistes imperials al Japó, ubicat a Nara. El temple és la seu de l'escola Hossō de Budisme japonès. Yakushi-ji és un dels llocs que estan inscrits per la Unesco com a Patrimoni de la Humanitat, sota la denominació de "Monuments històrics de l'antiga Nara".
El principal objecte de veneració, Yakushi Nyorai, també anomenat "El Buda de la Medicina", va ser un de les primeres deïtats budistes a arribar al Japó des de la Xina l'any 680, i li dona al temple el seu nom.

## Història
L'original Yakushi-ji, construït a Fujiwara-kyō, la capital del Japó en el període Asuka, va ser encarregat per l'Emperador Tenmu l'any 680 per pregar per la recuperació de la seva consort malalta, qui la va succeir com a Emperadriu Jitō.
Aquest acte de construcció de temples per a la devoció a figures budistes va ser una pràctica comuna entre la noblesa japonesa quan el budisme va ser importat de la Xina i Corea. Quan l'Emperador Tenmu va morir, l'Emperadriu Jitō va completar el complex al voltant de 698, es va desmuntar i traslladar a Nara vuit anys després quan la Cort Imperial es va establir en el que llavors era la nova capital.
S'ha cregut durant molt de temps que el temple va ser traslladat a la seva ubicació actual l'any 718, després del trasllat de la capital a Heijō-kyō, l'actual Nara. No obstant això, les excavacions a Fujiwara-kyō a la dècada de 1990 suggereixen que hi pot haver hagut dos Yakushi-ji al mateix temps. El Fujiwara-kyō Yakushi-ji és també coneguda com Moto Yakushi-ji (元 moto, original).
Els incendis van destruir la major part del complex d'edificis el 973, i el saló principal el 1528. La sala principal va ser reconstruïda a la dècada de 1970, i posteriorment es va restaurar tot el temple.
La Torre Est (東塔 Tō-tō) és l'única estructura original del segle VIII. És considerada com una de les millors pagodes del Japó, representant de l'arquitectura del període Hakuhō al període Tenpyō.

## Galeria

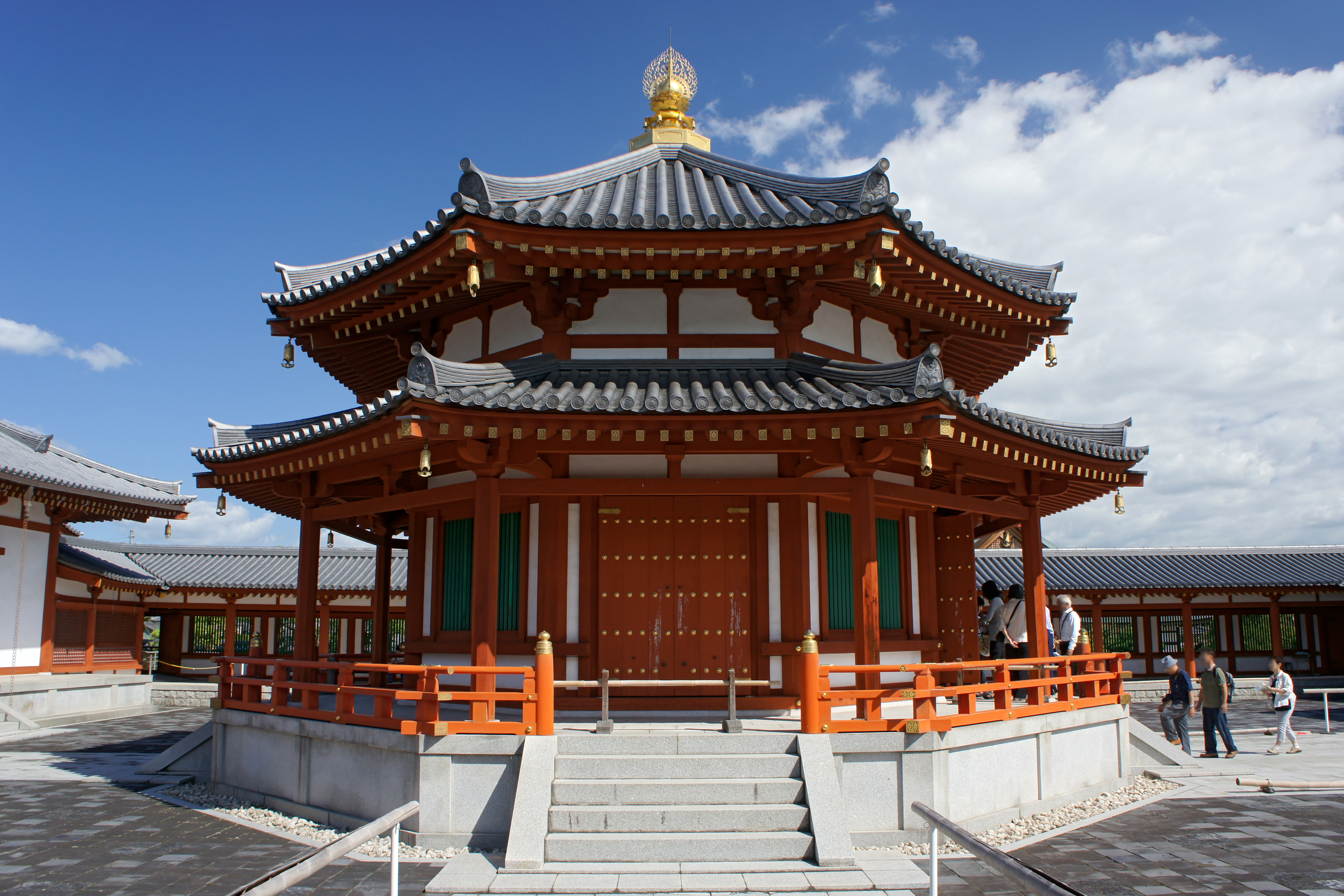
Genjotō.
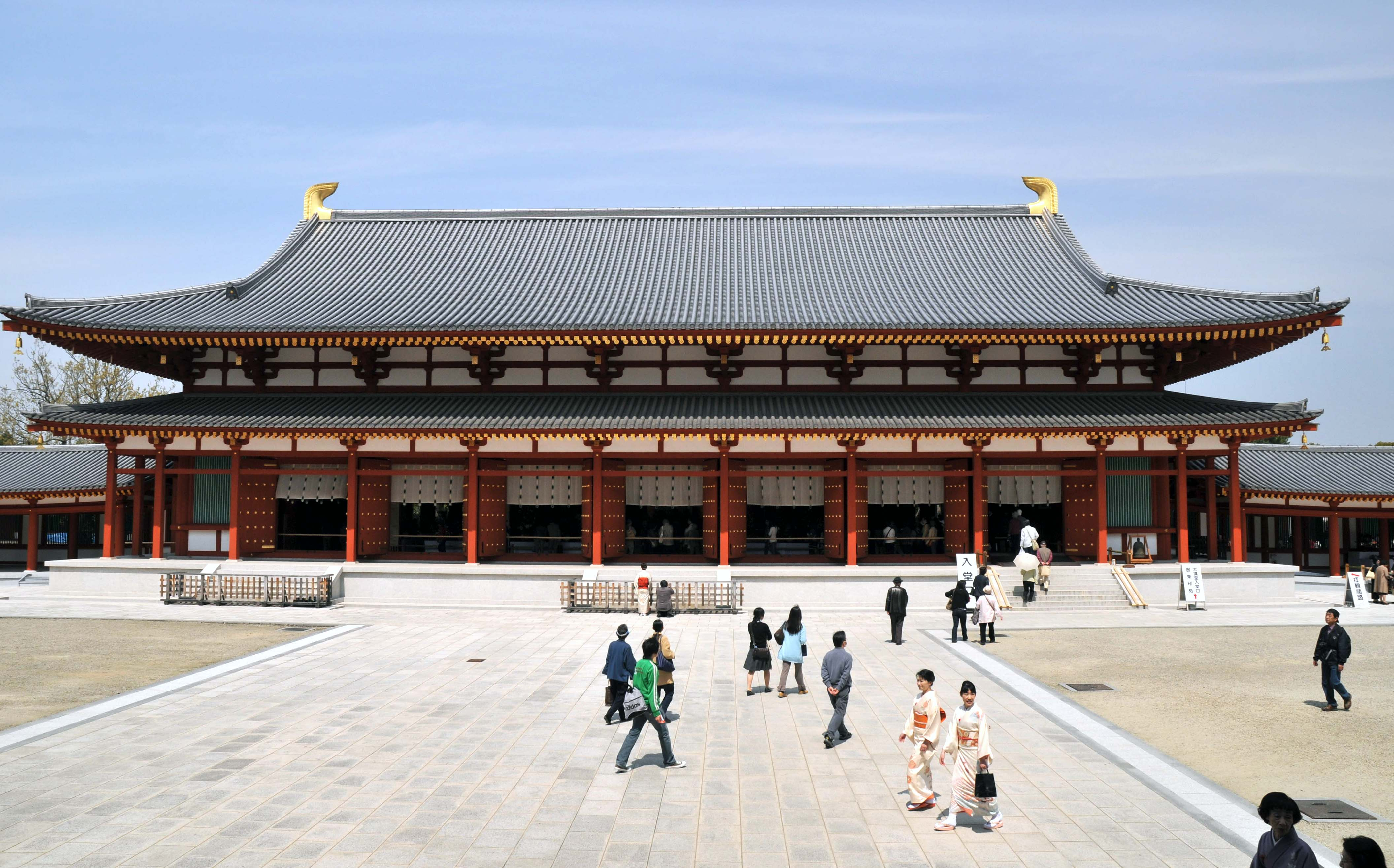
Daikodo.
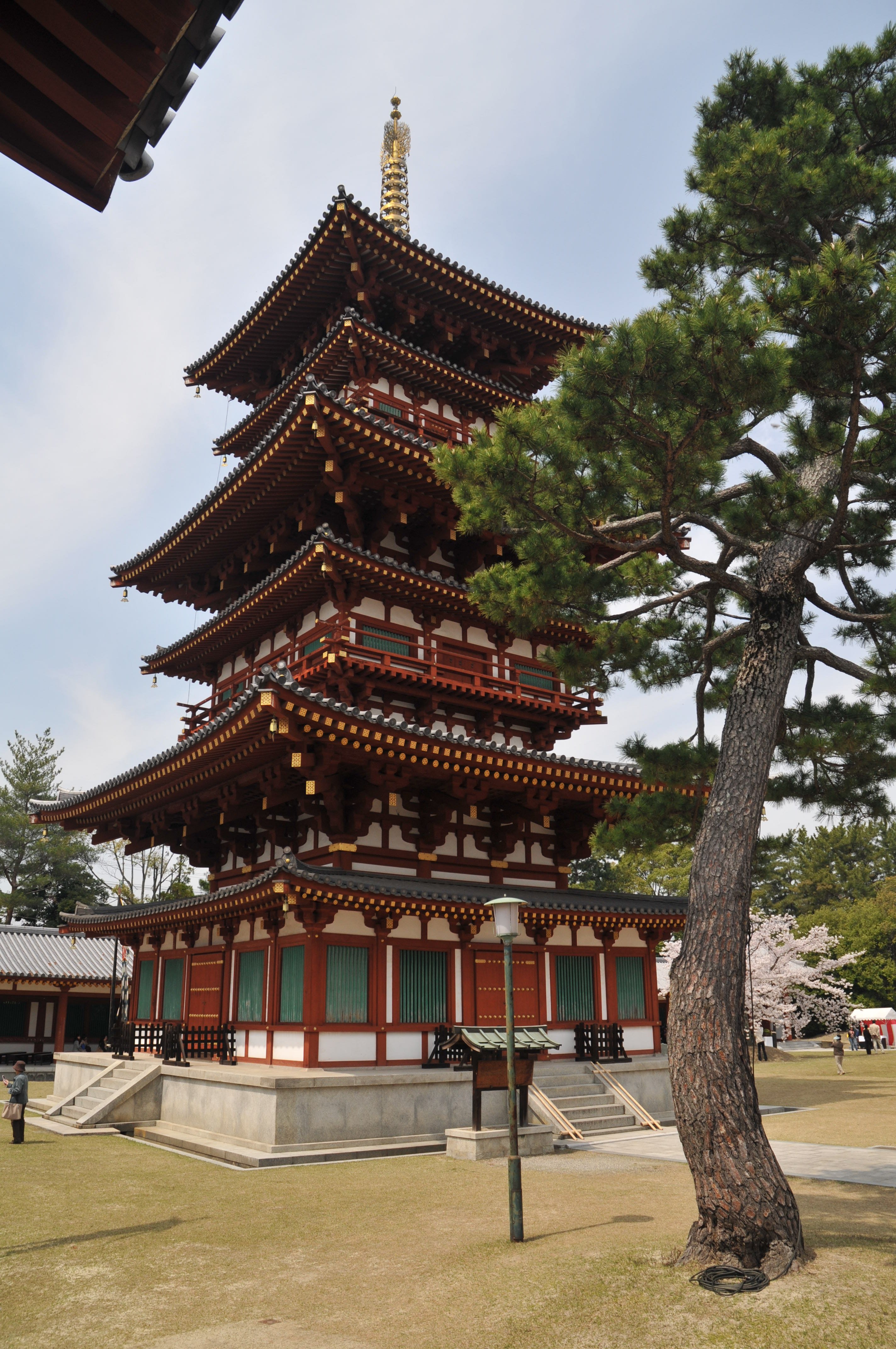
Saitō.
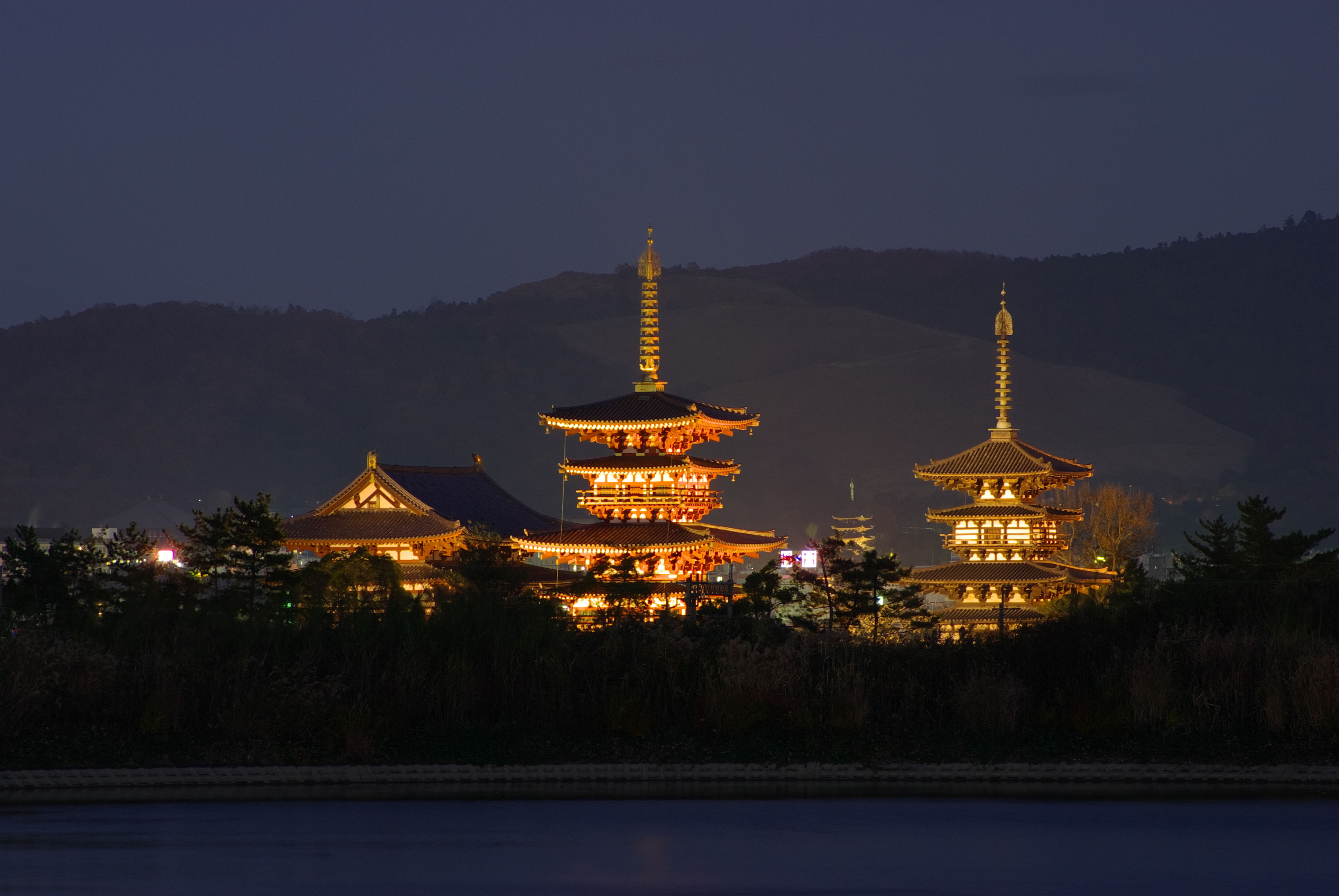
Vista nocturna.
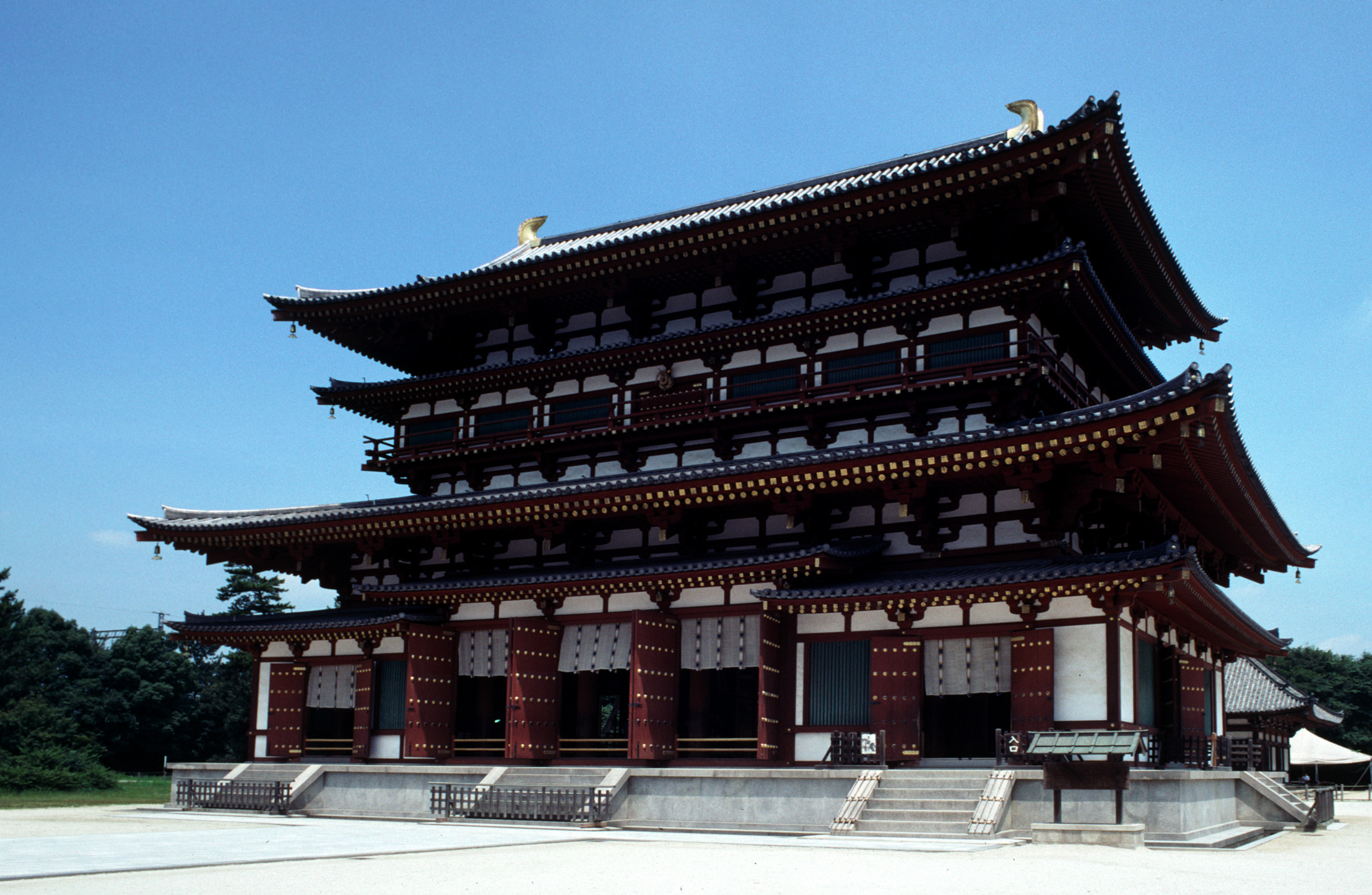
Salón principal.
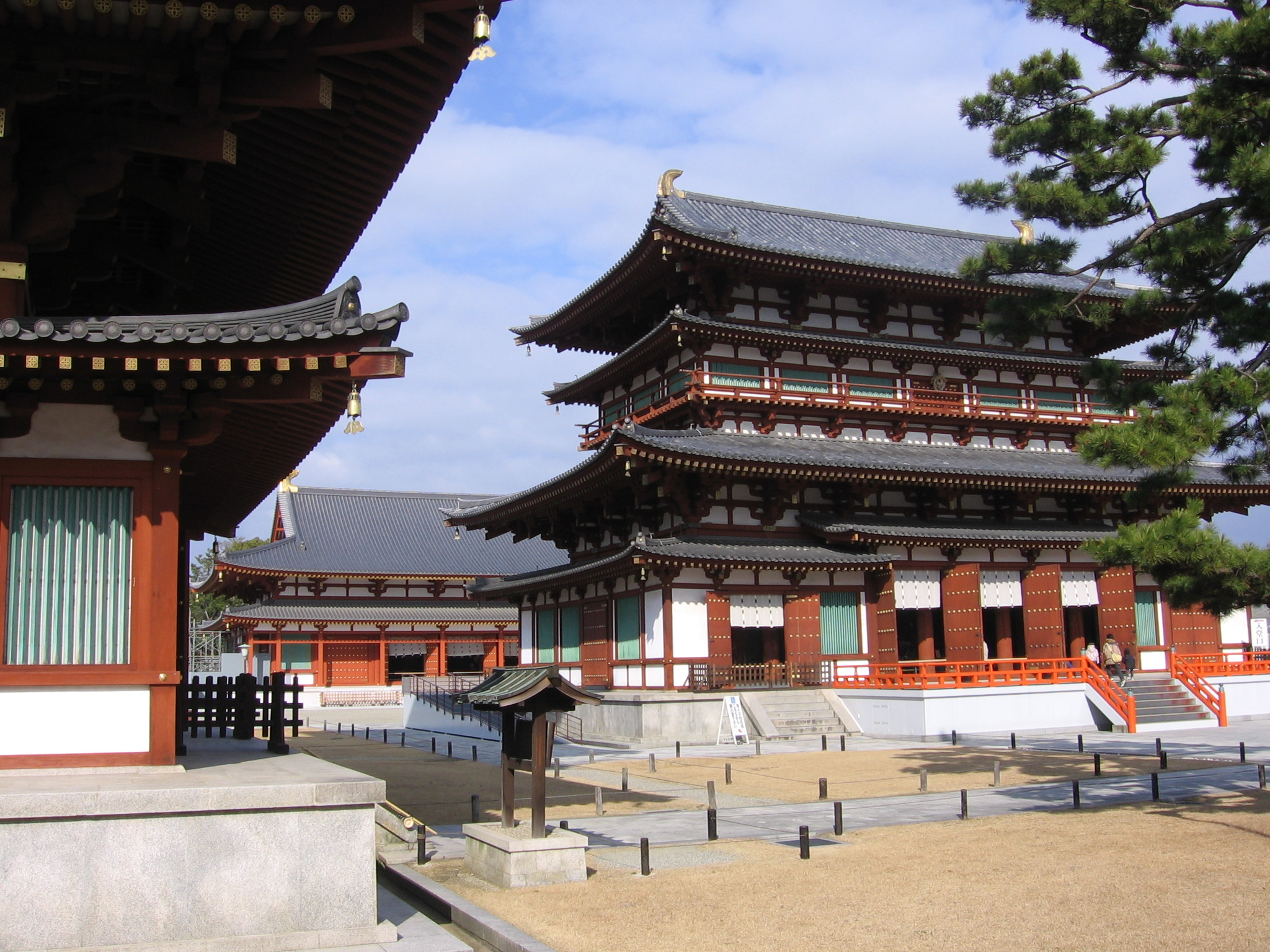
Patio.
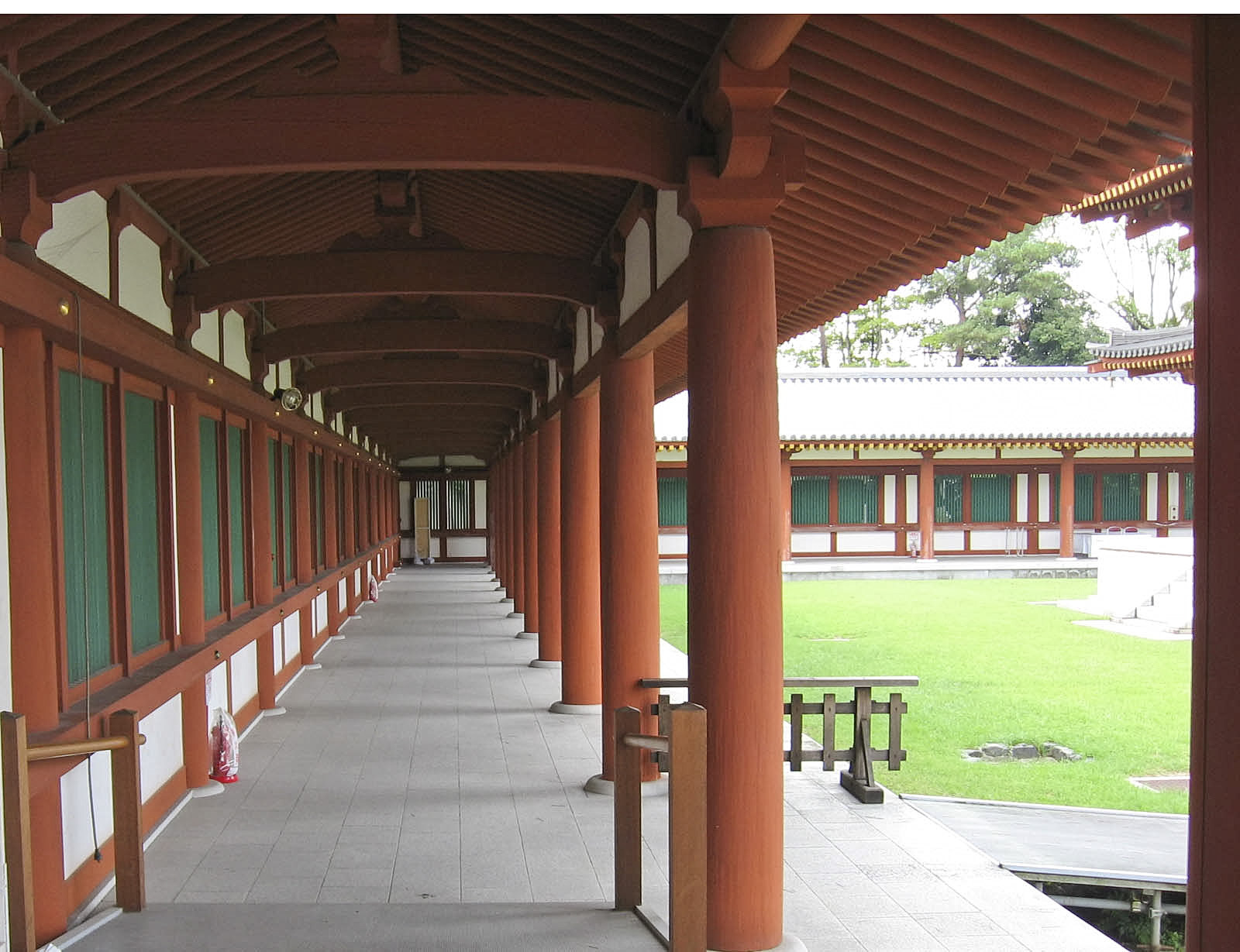
Claustro.